# Мацуй, Пётр Афанасьевич
Петр Афанасьевич Мацуй (6 октября 1905, село Ивот Черниговской губернии, теперь Шосткинский район Сумской области — 2 апреля 1984, город Киев) — советский компартийный деятель, депутат Верховного Совета УССР 2-го созыва. Член ЦК КП(б)У в январе 1949 — марте 1954 г. Член Ревизионной Комиссии КПУ в марте 1954 — январе 1956 г. Член Организационного бюро ЦК КП(б)У 28 января 1949 — 23 сентября 1952 г.

## Биография
Родился в семье крестьянина. Окончил трудовую школу, с 14 лет работал техническим секретарем Комитета бедняков села Ивот Новгород-Северского уезда Черниговской губернии.
Член ВКП(б) с 1926 года.
В 1934 году окончил радиотехнический факультет Киевского индустриального института. После окончания института работал конструктором конструкторского бюро Киевского завода точных электрических приборов, секретарем комитета КП(б)У  завода.
С октября 1939 года — инструктор ЦК КП(б)У, заведующий сектором отдела кадров ЦК КП(б)У, заведующий отделом ЦК КП(б)У по электростанциям и электропромышленности.
В мае 1941 — 1943 г. — секретарь ЦК КП(б)У по электростанциям и электропромышленности. В октябре 1942 — ноябре 1943 г. — заместитель начальника Украинского Штаба партизанского движения по связи. В 1943 — 1946 годах — заместитель секретаря ЦК КП(б)У по электростанциям и электропромышленности.
В 1946 — 24 марта 1947 г. — 2-й секретарь Киевского городского комитета КП(б)У.
24 марта 1947 — 1950 г. — 1-й секретарь Киевского городского комитета КП(б)У. С 1950 года учился на курсах переподготовки при ЦК ВКП(б). До 1953 года работал заведующим отделом строительства и строительных материалов ЦК КПУ.
В 1954 — 1958 годах — начальник Главного управления водного хозяйства при Совете Министров Украинской ССР. С 1958 года работал начальником отдела электрификации народного хозяйства Государственного планового комитета Совета Министров Украинской ССР.
Затем — персональный пенсионер союзного значения в Киеве.
Один из соавторов книги Мацуй П. А., Хабле П. С. Говорит Большая Земля. — Киев, 1979.

## Награды
- орден Ленина (23.01.1948)
- орден Трудового Красного Знамени
- орден Красной Звезды
- Орден «Знак Почёта»
- медали
- Почётная грамота Президиума Верховного Совета УССР
- заслуженный энергетик Украинской ССР